# Laboratorio de Investigación n.º 9
El Laboratorio de Investigación Técnica del 9.º Ejército (en japonés: 第9陸軍技術研究所 Dai kyū Rikugun Gijutsu Kenkyūjo), también conocido como Laboratorio de Noborito (登戸研究所 Noborito Kenkyūjo), fue un laboratorio de desarrollo militar dirigido por el Ejército Imperial Japonés desde 1937 hasta 1945.
El laboratorio, con sede en el vecindario Noborito de Tama-ku, en Kawasaki, en la prefectura de Kanagawa, se fundó originalmente en 1927 como la Sección de Investigación de Shinoda, una división del Instituto de Investigación Científica del Ejército bajo el mando del capitán Ryo Shinoda. El laboratorio se centró en las actividades clandestinas y la guerra no convencional, incluidas las armas de energía, la inteligencia y el espionaje, las armas químicas y biológicas, los venenos y la falsificación de moneda.

## Historia
Una de las armas desarrolladas por el laboratorio fue el globo incendiario, miles de los cuales fueron lanzados contra los Estados Unidos entre 1944 y 1945 (operación Fu-Go). Además, el laboratorio investigó armas nucleares, la guerra biológica, armas químicas y armas suicidas, entre otros proyectos. En su proyecto para la Operación Sugi, el Laboratorio de Noborito fabricó moneda china falsificada por valor de 4.000 millones de yenes para dañar la economía china.
El laboratorio, que en su apogeo contó con 1.000 científicos y trabajadores, se disolvió tras la derrota de Japón al final de la guerra.
Según una reseña de un libro de 2007 en la revista Studies in Intelligence de la CIA, "Ban Shigeo, un técnico del Instituto de Investigación Técnica del 9.º Ejército japonés, dejó un relato raro y valioso" de su trabajo en el Laboratorio de Investigación n.º 9, que se publicó póstumamente. en 2001 como Rikugun Noborito Kenkyujo no shinjitsu [La verdad sobre el Instituto de Investigación de Noborito del Ejército]. Según esta revisión, "el Ejército de los EE. UU. reclutó silenciosamente a ciertos miembros de Noborito en sus esfuerzos contra el campo comunista en los primeros años de la Guerra Fría... Ban dirigió la 'sección química' de una unidad clandestina de los EE.UU durante la Guerra de Corea..."
El 7 de abril de 2010, se inauguró un museo llamado Museo del Laboratorio de Noborito para la Educación en la Paz del Desaparecido Ejército Imperial Japonés en el antiguo sitio del laboratorio. Ubicado en el campus de Ikuta de la Universidad de Meiji, el museo exhibe artefactos del laboratorio y brinda información sobre la misión y las operaciones de la unidad.